# Joseph Martin Kraus
Joseph Martin Kraus (20. června 1756, Miltenberg, Německo – 15. prosince 1792, Stockholm, Švédsko) byl německý hudební skladatel z období klasicismu působící ve Švédsku. Bývá nazýván švédským Mozartem, neboť jeho životní příběh byl velmi podobný Mozartovu.

## Život

### Dětství
Narodil se v Miltenbergu, ve střední části Bavorska zvané Dolní Franky. Byl synem Josepha Bernharda Krause, úředníka na arcibiskupství v Mohuči, a Anny Dorothey rozené Schmidtové. Otcova rodina původně pocházela z okolí Augsburgu, kde měla malou restauraci ve Weilbachu, zatímco matka byla dcerou stavitele Johanna Martina Schmidta z Miltenbergu. Měl 13 sourozenců, sedm z nich však v dětství zemřelo.
Po krátkém pobytu v Osterburkenu se rodina v roce 1761 usadila v Buchenu v Bádensku-Württembersku. Otec tam získal úřednické místo. V Buchenu započal Joseph své formální hudební vzdělání. Jeho prvními učiteli byli Georg Pfister (1730–1807) a Bernhard Franz Wendler (1702–1782), kteří mu dali první lekce hry na klavír a na housle. Joseph projevil záhy mimořádné nadání. Ve dvanácti letech vstoupil na Jezuitské gymnázium v Mannheimu, kde studoval kromě hudby také německou a latinskou literaturu. Tam získal důkladné hudební vzdělání u Alexandera Kecka (1724–1804) a Antona Kleina (1748–1810), a to zejména v technice houslové hry.

### Studia

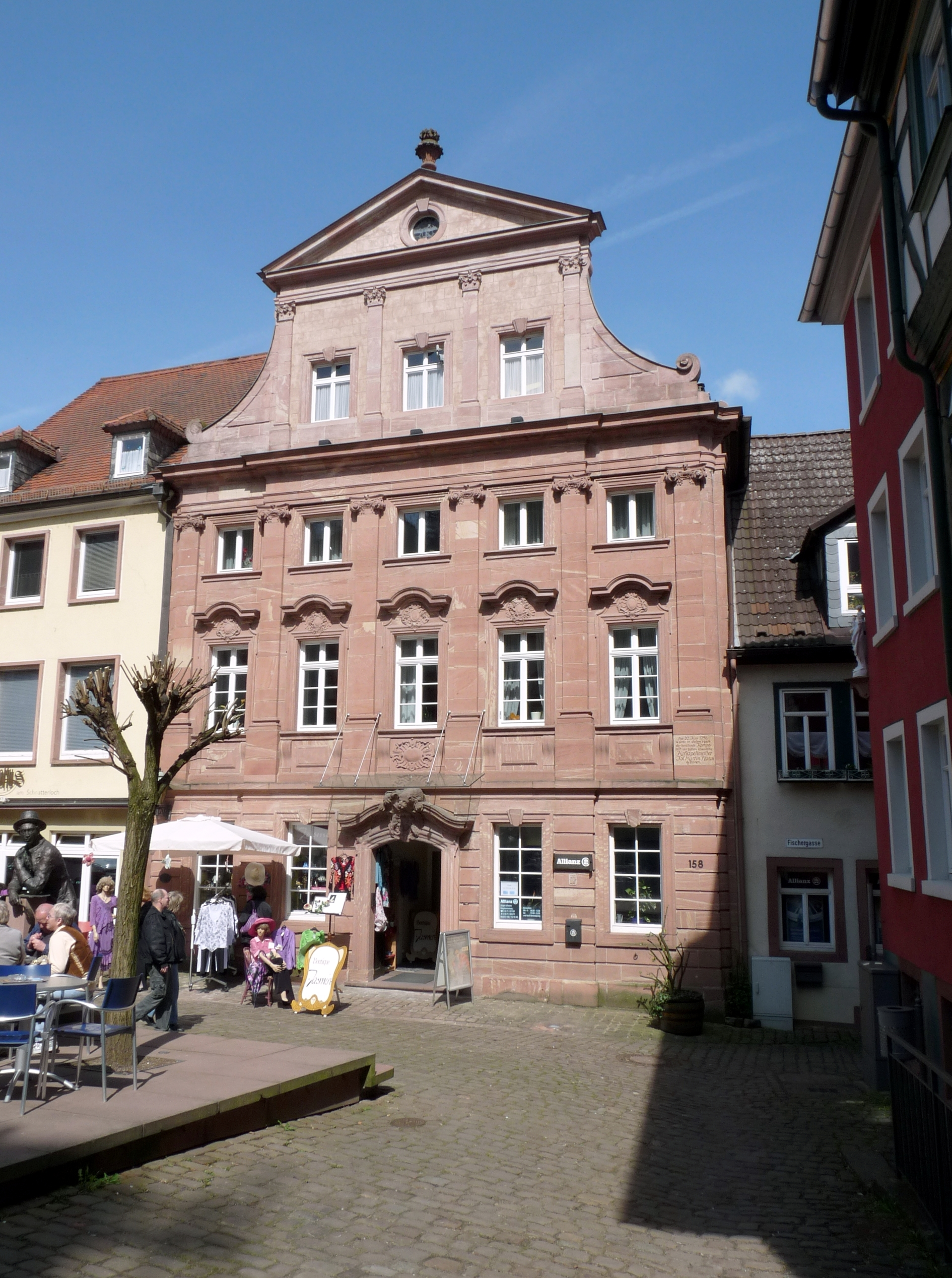
Rodný dům Miltenbergu

Na přání svých rodičů se v roce 1773 zapsal na práva na univerzitě v Mohuči. Nebyl však spokojen s poměry na této škole a publikoval dokonce na ně satiru. Po roce proto přešel na univerzitu v Erfurtu, kde mohl pokračovat i v dalším vzdělávání hudebním. Erfurt bylo město s bohatou hudební tradicí a v té době tam vzkvétala jak katolická, tak evangelická hudba. Velice brzy Kraus stále více zanedbával studium práv a soustředil se plně na hudbu a literaturu.
Na čas musel přerušit studia, neboť proti jeho otci byl veden na základě pomluvy soudní spor. Vrátil se do Bochumu a během jednoho roku napsal tragédii Tolon, drama o třech dějstvích a několik hudebních děl pro městský kostel sv. Oswalda. Mezi jinými to bylo Te Deum laudamus D-dur a moteto Fracto Demum Sacramento D-dur.
Po roční přestávce pokračoval ve studiu práv na univerzitě v Göttingenu. Ačkoliv věhlasná literární skupina Göttinger Hainbund již v té době neexistovala, sdílel ideje této skupiny a zejména se obdivoval básníku Friedrichu Klopstockovi. V této době napsal Kraus i sbírku devatenácti básní nazvanou Versuch von Schäfersgedichte, která však byla ztracena. Kromě toho jej hluboce zaujalo preromantické hnutí Sturm und Drang, které značně ovlivnilo jeho další tvorbu.
V roce 1775, ve věku devatenácti let, Kraus napsal jednu z prvních větších skladeb – Requiem. Nevíme zda mladý Kraus zvolil tento žánr církevní hudby z osobních důvodů nebo zda jeho volba byla ovlivněna romantickými myšlenkami hnutí Sturm und Drang. I když se v díle projevuje jistá nezkušenost skladatele, je to dílo plné dramatické síly a originálních a odvážných nápadů. Requiem bylo následované dvěma oratorií: Der Tod Jesu a Die Geburt Jesu a esejem Etwas von und über Musik fürs Jahr 1777 (Něco o hudbě v roce 1777). Oratorium Der Tod Jesu se liší od oratorií mnoha dalších skladatelů v tom, že Kraus je kromě hudby i autorem textu. Jako libretista ztvárnil řadu scén, které se vztahují k celému spektru lidských emocí, od smutku a strachu až k radosti. Dílo plně odpovídá na rétorickou otázku kterou skladatel položil ve svém eseji: "Soll die Musik v den Kirchen nicht am meisten fürs Herz sein?" (Neměla by chrámová hudba být převážně záležitostí srdce?).
Během pobytu v Göttingenu se spřátelil se švédským studentem Carlem Stridsbergem, který ho přemluvil, aby jej doprovodil do Stockholmu a požádal o místo na dvoře švédského krále Gustava III.

### Na švédském dvoře

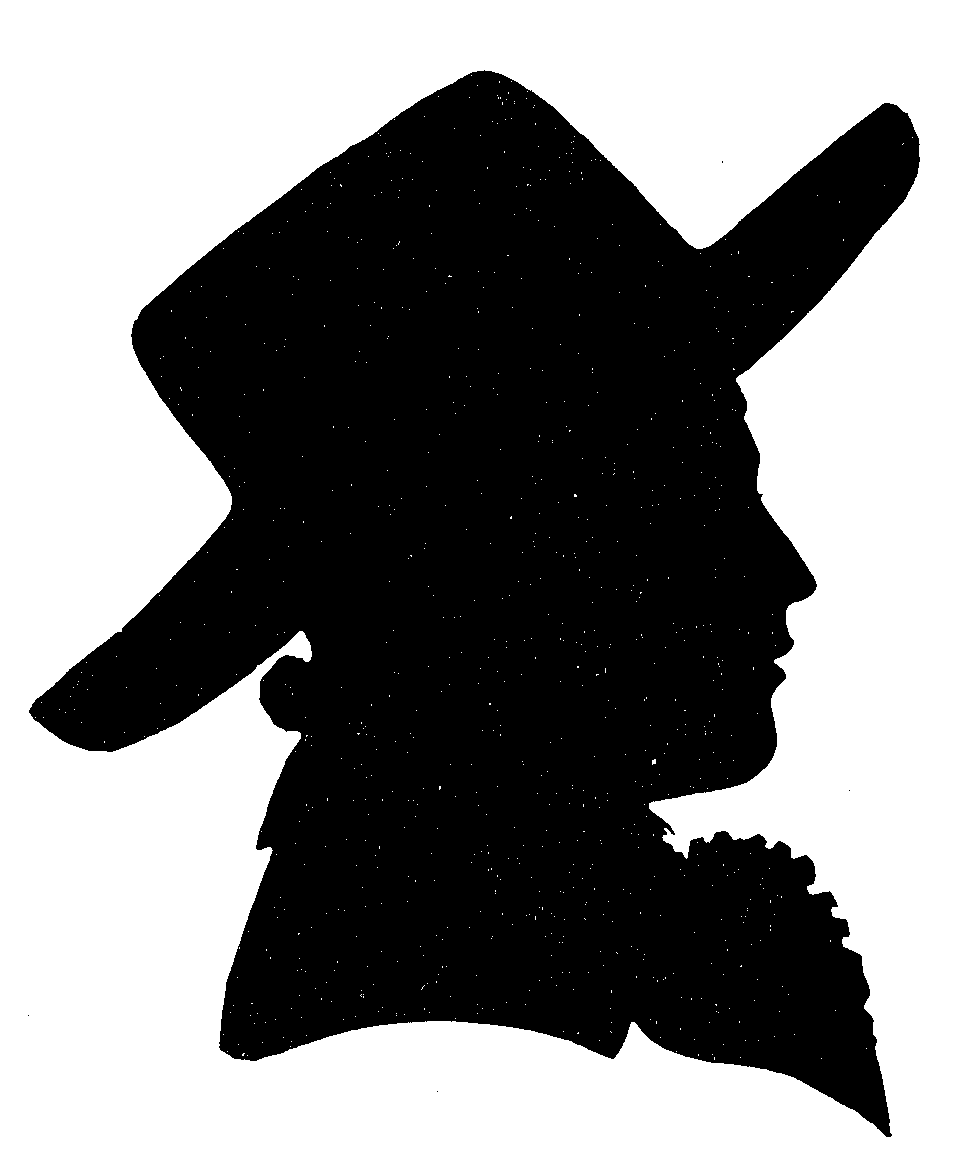
Silueta Joseph Martin Kraus z doby studií v Göttingenu

Kraus přišel do Stockholmu v roce 1778, ve věku necelých 22 let. Jeho začátky nebyly lehké a často zvažoval návrat domů. Informace o zájmu krále Gustava o umění se rychle rozšířila po celé Evropě a přitahovala hudebníky z mnoha zemí. To připravilo Krausovi tři hořká léta, která strávil v extrémní chudobě, dokud si ho král nepovšiml. Krausova opera Azire byla sice Švédskou hudební akademií odmítnuta, ale Akademie se rozhodla dát mu ještě druhou šanci. Sám král načrtl operní libreto k opeře Proserpina, které poté zpracoval básník Johan Henric Kellgren. Krausova hudba na toto libreto měla před králem a jeho dvorem úspěšnou premiéru 6. června 1781 a na jejím základě byl skladatel jmenován vicekapelníkem Královské švédské opery a ředitelem Královské akademie hudby.

### Velká cesta
Král vyslal Krause na velkou studijní cestu po Evropě, aby v zahraničí získal všechny dostupné informace o divadle. Cesta trvala pět let a navštívil při ní mimo jiné Christopha Willibalda Glucka, Johanna Albrechtsbergera, Padre Martiniho a Josepha Haydna. Pro Haydna zkomponoval Symfonii D-dur (VB 143), která byla poprvé publikována pod Haydnovým jménem. Na této cestě také napsal Symfonii e-moll (VB 141), která byla zase poprvé publikována v Paříži pod jménem Giuseppe Cambiniho, velmi populárního skladatele té doby. Vedle toho se stal členem stejné zednářské lóže jako Wolfgang Amadeus Mozart. V té době také zkomponoval svůj slavný Flétnový kvintet D-dur ve kterém překonal veškeré tehdejší konvence. Vnější i vnitřní forma tohoto díla překonávala vše co bylo v té době komponováno. Překvapující byla i délka první věty, která dosáhla 306 taktů.
Z Vídně vedla jeho cesta do Itálie, Francie a Anglie. V Anglii byl v roce 1785 svědkem Händelových oslav stého výročí Westminsterského opatství. Zatímco v Paříži jej zastihly potíže s politickou klikou ve Stockholmu, která se snažila zabránit jeho návratu. Nicméně se tyto obtíže podařilo překonat a Kraus se po svém návratu stal vedoucí osobností hudebního života Gustavovy éry.

### Zpět ve Švédsku
Po svém návratu v roce 1787, byl jmenován ředitelem vzdělávacího programu na Královské hudební Akademii a následující rok se mu podařilo vystřídat Francesca Uttiniho ve funkci koncertního mistra a nakonec i dosáhnout pověsti novátorského dirigenta, pokrokového pedagoga a všestranně talentovaného skladatele. Stal se také členem literárního kruhu, který se shromáždil kolem architekta Erika Palmstedta (který byl mj. pověřen králem Gustavem III. postavit první švédský královský operní dům), skupiny, která vládla intelektuálnímu a kulturnímu životu ve švédském hlavním městě.

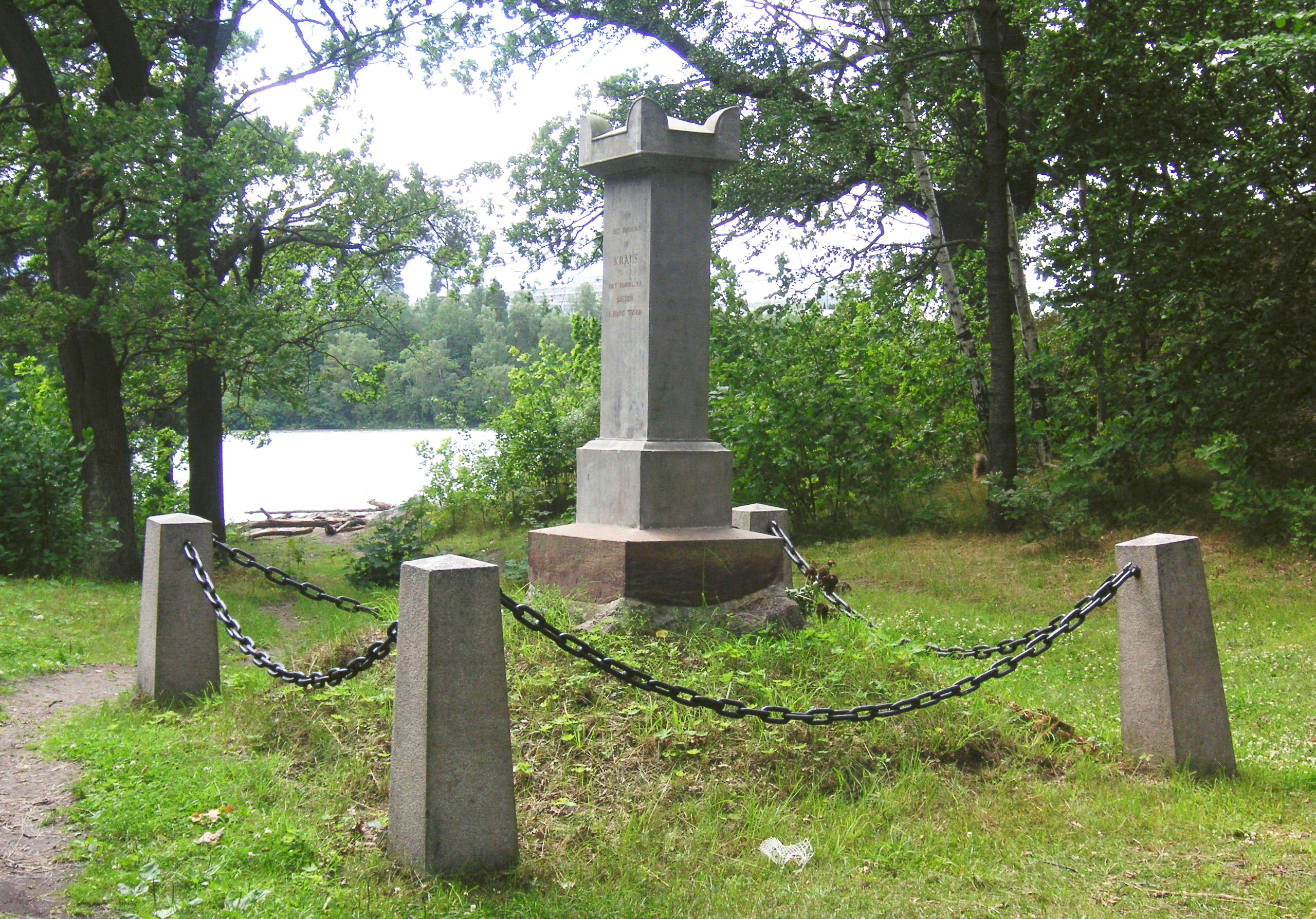
Hrob Josepha Martina Krause

V roce 1789 svolal Gustav III. parlament, aby mu schválil pokračování války s Ruskem. Šlechta se další válce bránila, zatímco krále podporovali měšťané a rolníci. Aby dosáhl tohoto cíle požadoval po Parlamentu schválení zákona, který by mu dal větší pravomoci nad správou země. Král si u Krause objednal hudbu pro slavnostní zahájení schůze. Tzv. Riksdagsmusiken se hrála v chrámu sv. Mikuláše (St. Nicolai) dne 9. března 1789. Hudba se skládá z pochodu v němž bylo použito téma z pochodu kněží z Mozartovy opery Idomeneo a symfonie (Sinfonia per la Chiesa). Mimochodem, požadovaný zákon byl parlamentem schválen.
V lednu 1792 zkomponoval předehru, pochod a mezihry pro provedení Voltairova dramatu Olympie. Za své nejlepší jevištní dílo považoval operu Aeneas i Cartago, která však za jeho života nebyla provedena. 16. března 1792 navštívil král Gustav maškarní ples na kterém byl na něj spáchán atentát. Kraus napsal pohřební kantátu a smuteční symfonii Symphonie Funebre, které byly hrány na pohřebním obřadu 13. dubna. Smrt Gustava III. způsobila zásadní zvrat v kulturních institucích, které podporoval. Krátce po té se prudce zhoršil i zdravotní stav skladatele a jen o několik měsíců později zemřel na tuberkulózu.
Byl slavnostně pohřben nedaleko Stockholmu, na poloostrově Tivoli. Jeho hrob nese nápis: Här det jordiska af Kraus, det himmelska lefver i hans toner (Zde leží pozemský Kraus, nebeský žije ve své hudbě).

## Dílo
Existují dva souhrnné katalogy jeho díla. Prvním je dílem Karla Schreibera: Verzeichnis der Musikalischen Werke von Jos. Kraus, kde jsou jednotlivé skladby označeny písmenem A a druhý vytvořil Bertil H. van Boer (Die Werke von Joseph Martin Kraus: Systematisch-thematisches Werkverzeichnis), kde jsou skladby označena symbolem BV. Druhý z nich je dostupný ZDE. Bertil van Boer rovněž redigoval moderní edici pro firmu Naxos Records, která zahrnuje nahrávky všech Krausových symfonií a dále napsal programové poznámky k této nahrávce, jakož i heslo pro New Grove Dictionary of Music and Musicians.
Chrámovou hudbu dělí Bertil van Boer do dvou období. První, zahrnující léta 1768–1777, je věnováno katolické liturgii. Ve druhém období (1778–1790) komponuje Kraus skladby pro účely evangelické církve, ačkoliv sám zůstává stále katolíkem. Kromě krátkých hymnů a chorálů nebylo však ve Švédsku mnoho příležitostí pro chrámovou hudbu. Na stránkách novin Stockholms Posten byla vedena debata o tom jakou roli by měla hrát hudba v kostele, které se Kraus zúčastnil třemi články.
Krausova hudba je charakterizována náhlými dramatickými kontrasty v instrumentaci, charakteru, a dokonce i v harmonii. Jeho kontrapunktické schopnosti byly prvotřídní, ale jeho motivické zpracování se nezdá být tak pokročilé jako u Mozarta nebo Haydna. Ve srovnání se svými současníky, je však zřejmý jeho lyrický dar.
Řada Krausových symfonií byla ztracena nebo byla připisována jiným skladatelům. Těch, kde je autorství nesporné zůstává cca dvanáct. Většina z těchto symfonií je třívětá, bez menuetu. Jsou psány většinou pro smyčce a dva lesní rohy. V několika dalších jsou předepsány ještě dvě flétny a dva hoboje, zatímco poslední ze symfonií je obsazena navíc dvěma fagoty a dvěma dalšími lesními rohy. Muzikolog Bertil van Boer píše, že Symfonie cis-moll je jednou z pouze dvou symfonií, které byly v této tónině zkomponovány v průběhu celého 18. století. Nicméně ji sám Kraus později přepracoval do přijatelnější tóniny c-moll. V Boerově seznamu je uvedena pod číslem 142.